# Pathum Wan
Pathum Wan  (tiếng Thái: ปทุมวัน, phiên âm: Ba-thum Van) là một trong 50 quận (khet) của thành phố Băng Cốc, Thái Lan. Nó nằm ngay ranh giới thành phố cũ của Khlong Phadung Krung Kasem, và là khu vực ngoại ô phía Đông thành phố khi các khu hoàng gia đicươ xây dựng tại đó vào cuối thế kỷ 19. Quận chính thức được thành lập vào năm 1915, với tổng diện tích 8,37 kilômét vuông (3,23 dặm vuông Anh). Phần lớn diện tích của quận là khuôn viên đại học Chulalongkorn và mảng cây xanh công viên Lumphini và Royal Bangkok Sports Club. Đến thế kỷ 20–21, quận được biết đến là trung tâm thành phố, nơi có các khu mua sắm nổi bật Siam và Ratchaprasong.

## Lịch sử
Khi vua Rama I thiết lập Băng Cốc là thủ đô vào năm 1782, ông đã cho đào kênh Khlong Maha Nak kéo dài về phía Đông của bán đảo Rattanakosin. Cộng đồng dân cư được hình thành dọc theo bờ sông, bao gồm Ban Khrua, một cộng đồng Hồi giáo chủ yếu là người Chăm di cư nằm ở cuối kênh đào. Kênh đào được mở rộng về phía Đông và được gọi là Khlong Bang Kapi (sau này là Khlong Saen Saep), khu vực được dọn sạch để làm ruộng lúa.
Đến triều đại vua Mongkut (Rama IV, 1851–1868), thành phố đã mở rộng ra ngoài những bức tường ban đầu, và Khlong Phadung Krung Kasem được đào để mở rộng vùng ngoại vi của thành phố vào năm 1852. Phần rìa phía Đông của thành phố được mở rộng bởi các ruộng lúa, cùng với Thung Bang Kapi chiếm đóng khu vực Bang Kapi Canal. Khu vực đó là Pathum Wan ngày nay bị chiếm đóng bởi ruộng lúa hoàng gia bằng những kênh đào, ở giữa Khlong Phadung Krung Kasem và Ban Khrua đến phía Tây và ruộng Bang Kapi fields đến phía Đông. Một số tù nhân chiến tranh Lào cũng đã định cư trong khu vực sau cuộc nổi dậy của Lào vào năm 1827.
Đôi khi trước năm 1855, Mongkut một phần thuộc cánh đồng hoàng gia phía Nam kênh đào tạo cảnh quan với ao và đường dẫn nước, được trồng và trang trí bởi hoa sen để làm nơi thư giãn. Một cung điện hoàng gia được xây dựng tại đó tên là Pathum Wan, nghĩa là "cánh đồng sen" (trong Pali paduma + vana). Một ngôi đền tên là Wat Pathumwanaram, cũng được xây dựng cạnh cung điện. Hằng năm nhà vua thường xuyên đến thăm cung điện và ngôi đền, sử dụng thuyền trong chuyến đi đầu tiên. Sau đó một con đường đã được xây dựng, tiếp nối từ phía Đông đến đường Bamrung Mueang, kết nối cung điện với thành phố. Ban đầu nó còn được gọi là đường Sa Pathum hoặc Pathum Wan trước khi đổi tên thành Đường Rama I vào năm 1920.

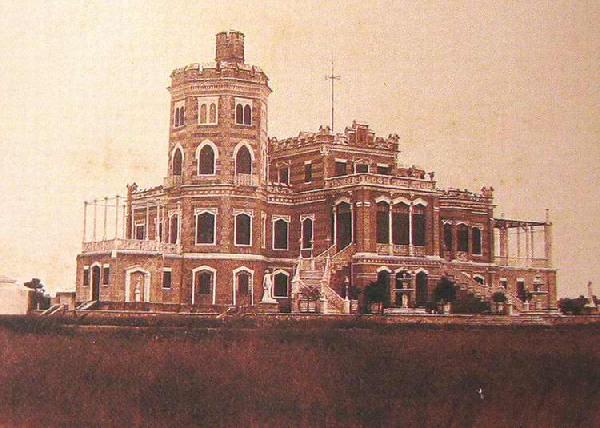
Cung điện Windsor, tồn tại từ 1884 đến 1935.

Với sự phát triển của hoàng gia, khu vực này bắt đầu thu hút thêm nhiều cư dân, và nhiều cung điện cũng được xây dựng suốt triều đại Vua Chulalongkorn (Rama V, 1868–1910). Nhà vua xây dựng cung điện cho hoàng tử Svasti Sobhana ở phía Tây cung điện Pathum Wan vào năm 1880, và ủy thác Cung điện Windsor vào năm 1881 cho hoàng tử Vajirunhis, và mua thêm nhiều đất xung quanh để mở rộng. Ông cũng tặng nhiều đất cho người con trai khác, hoàng tử Mahidol Adulyadej.
Cung điện Windsor đã bị bỏ trống sau cái chết của Vajirunhis vào năm 1895, và khu đất trở thành địa điểm của một số cơ sở giáo dục được thành lập như Đại học Chulalongkorn vào năm 1917 bởi Vua Vajiravudh (Rama VI, r. 1910–1925). Sau đó, nhiều kênh đào, đường sá và đường sắt được xây dụng qua khu vực này. Phía Tây khuôn viên trường đại học là Ga xe lửa trung tâm Bangkok được xây dựng vào năm 1916. Đến phía Đông, khu vực Phloen Chit được phát triển bởi doanh nhân Nai Lert. Khi phân cấp hành chính các quận thuộc Băng Cốc được tái tổ chức vào năm 1915, quận được thành lập với tên Amphoe Pathum Wan, giới hạn từ Khlong Saen Saep đến phía Bắc, đường sắt Chong Nonsi đến phía Đông, Khlong Hua Lamphong đến phía Nam, và Khlong Phadung Krung Kasem đến phía Tay. Với tình trạn đó, cùng với các quận khác của Băng Cốc, đã đổi từ amphoe thành khet vào năm 1972.
Quận Pathum Wan chứng kiến sự phát triển trong suốt thế kỷ 20, đặc biệt từ những năm 1970 khu vực dọc theo đường Rama I và Phloenchit đã phát triển thành quận mua sắm và thương mại chính. Erawan Hotel mở cửa trên giao lộ Ratchaprasong vào năm 1956, và cửa hàng bách hóa Thai Daimaru, nổi tiếng về máy điều hòa và thang cuốn, đã mở cửa đối diện vào năm 1964. Quảng trường Siam phát triển thành khu bán lẻ bình dân tại đại học Chulalongkorn cùng năm, Siam Inter-Continental Hotel mở cửa đối diện nó vào năm 1966. Rajadamri Arcade—một trung tâm mua sắm hiện đại, khép kín đã mở cửa tại Ratchaprasong vào năm 1972, và Siam Center (nằm cạnh Inter-Continental) mở cửa năm tiếp theo. Dần dần, Siam và Ratchaprasong đã thay thế khu vực Wang Burapha làm khu trung tâm mua sắm, văn hóa trẻ của Băng Cốc. Cùng với sự mở cửa của BTS Skytrain vào năm 1999, vị trí tại nút giao thương mại Ga Siam đã giúp nó cũng cố sự nổi bật với tư cách là một trung tâm thành phố hiện tại của Băng Cốc. Sự nổi bật của khu vực dẫn đến sư chiếm đóng của những người biểu tình chống chính phủ vào năm 2010, kết thúc bằng một cuộc đàn áp bạo lực của quân đội.

## Hình ảnh

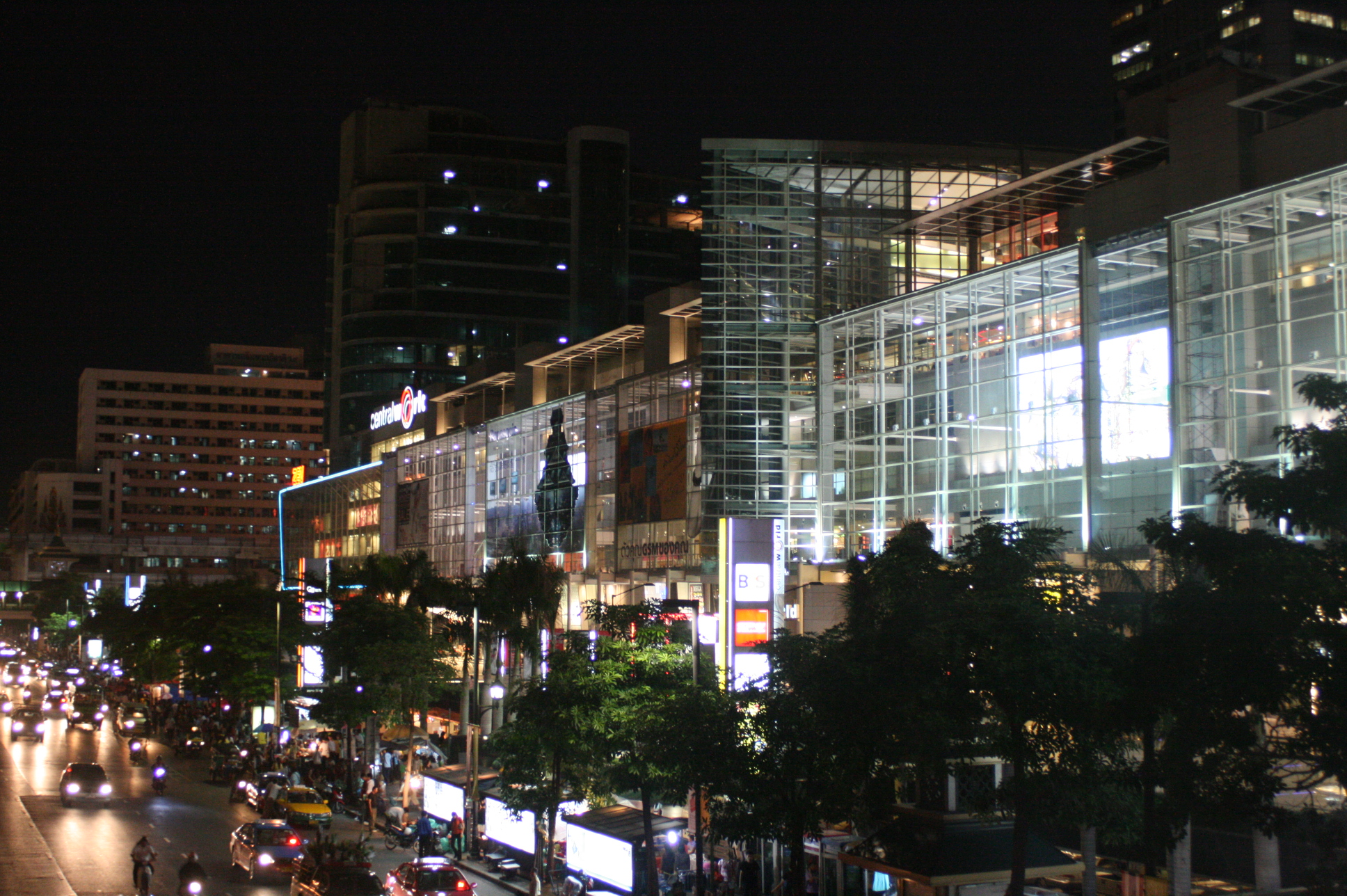
CentralWorld về đêm
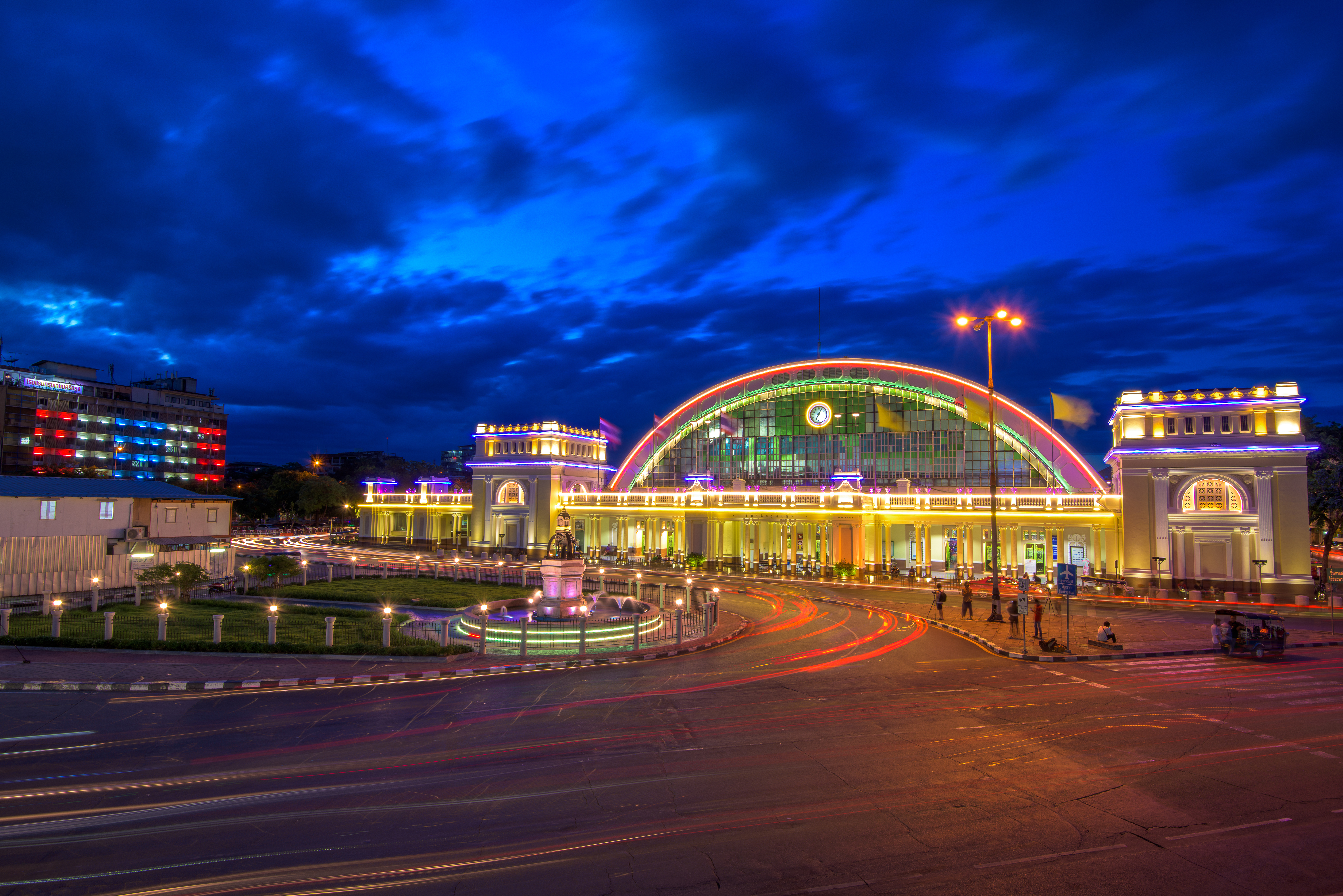
Ga Hua Lamphong
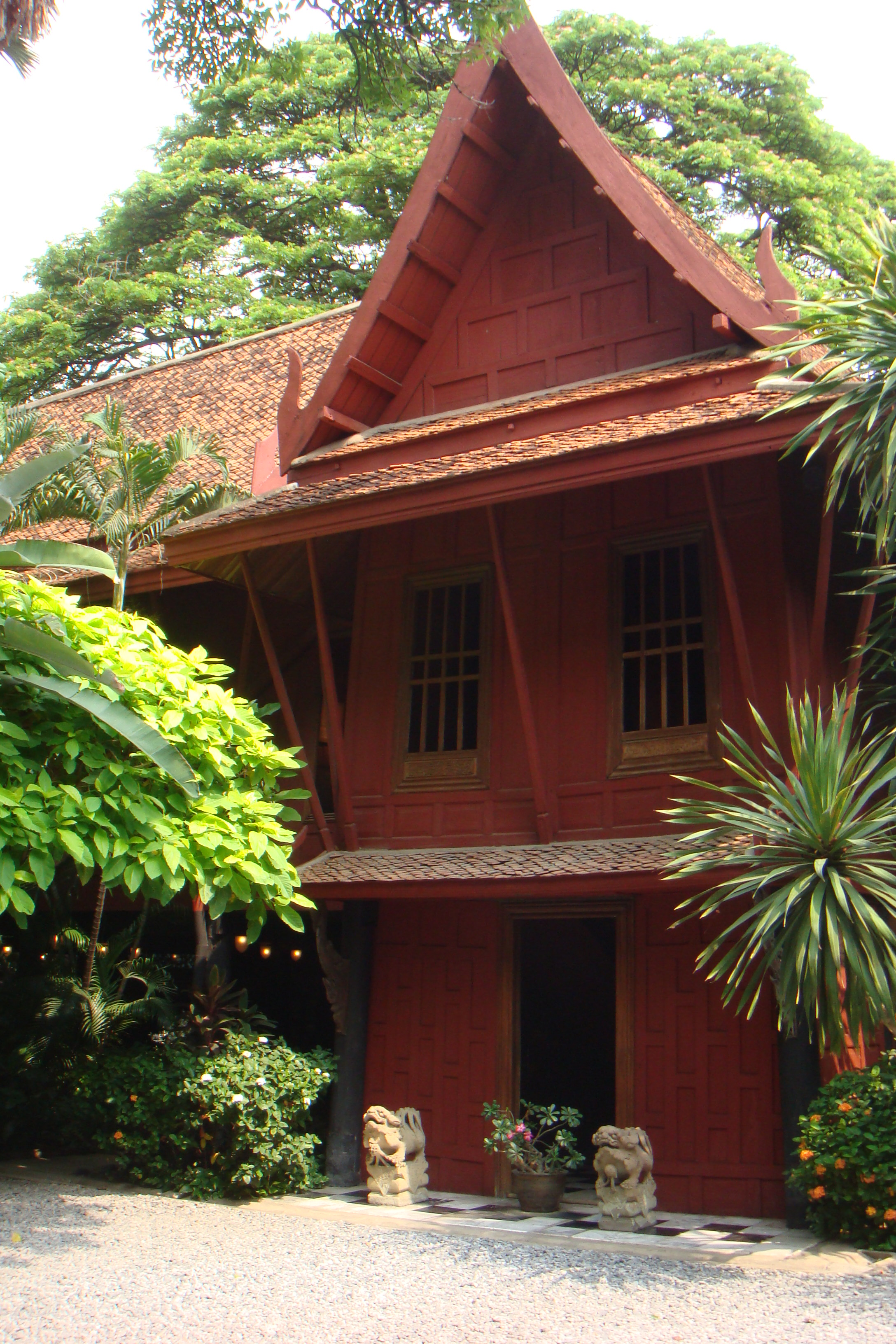
Nhà Jim Thompson
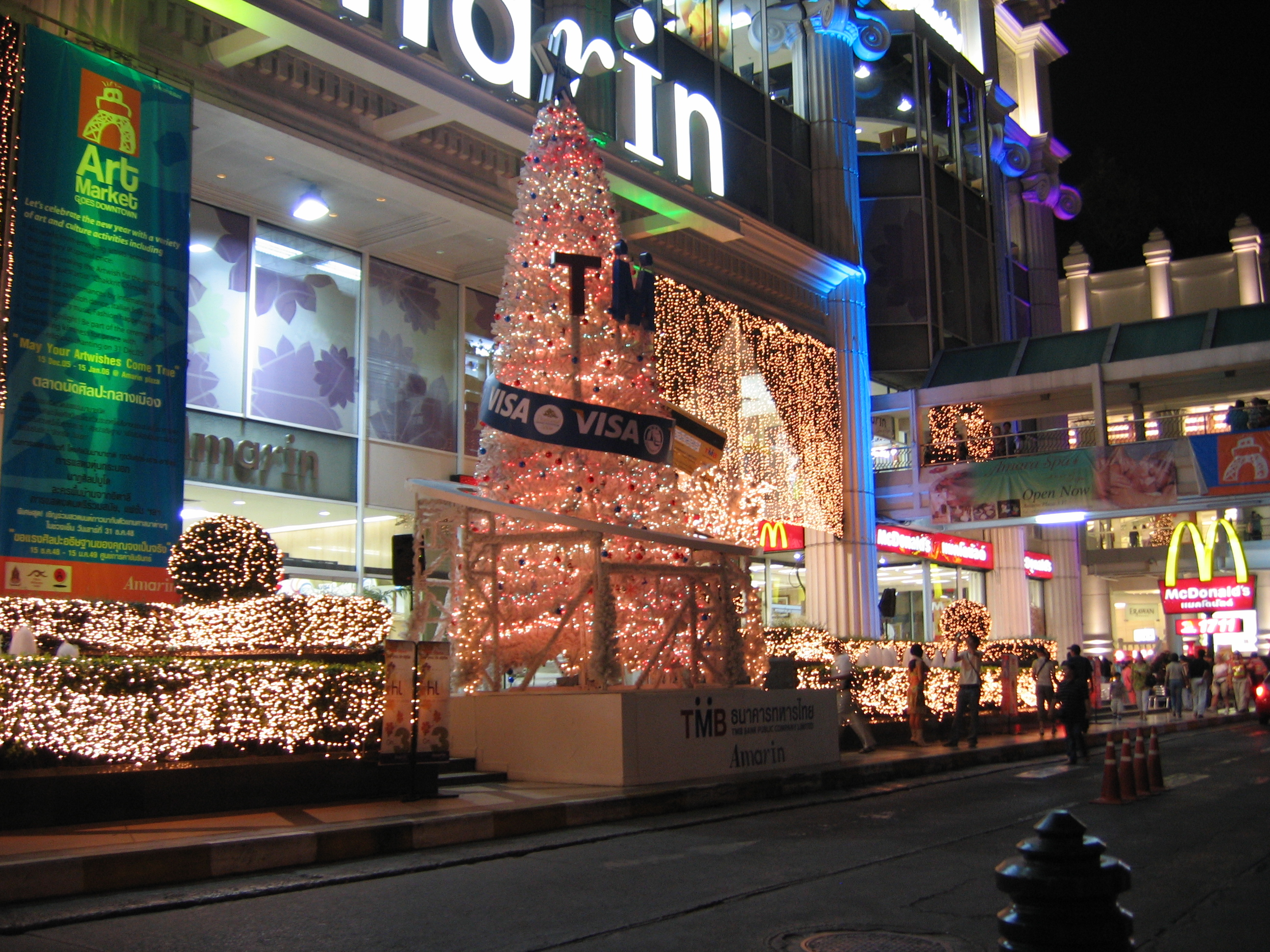
Amarin Plaza
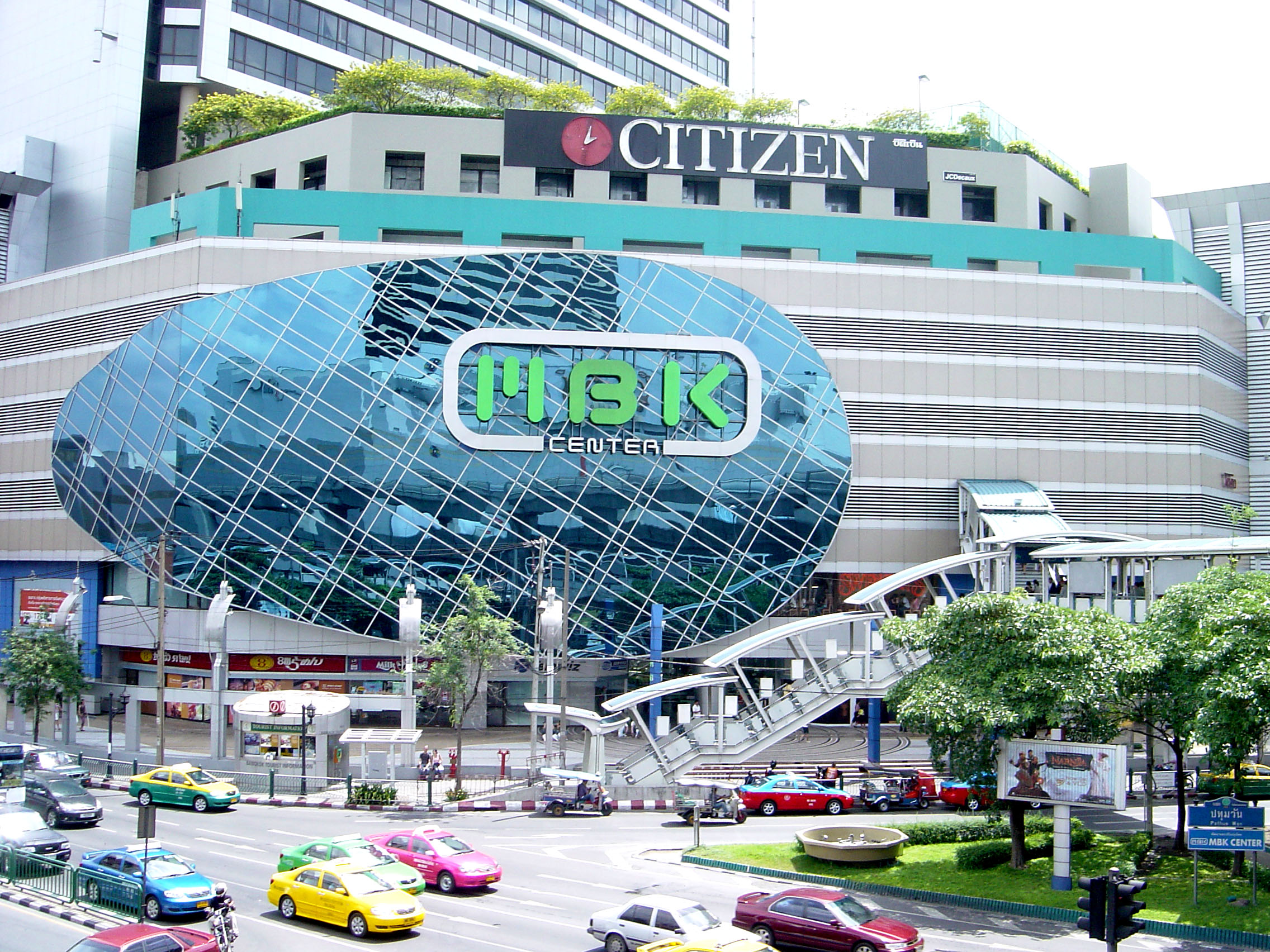
MBK Bangkok trên Đường Rama I
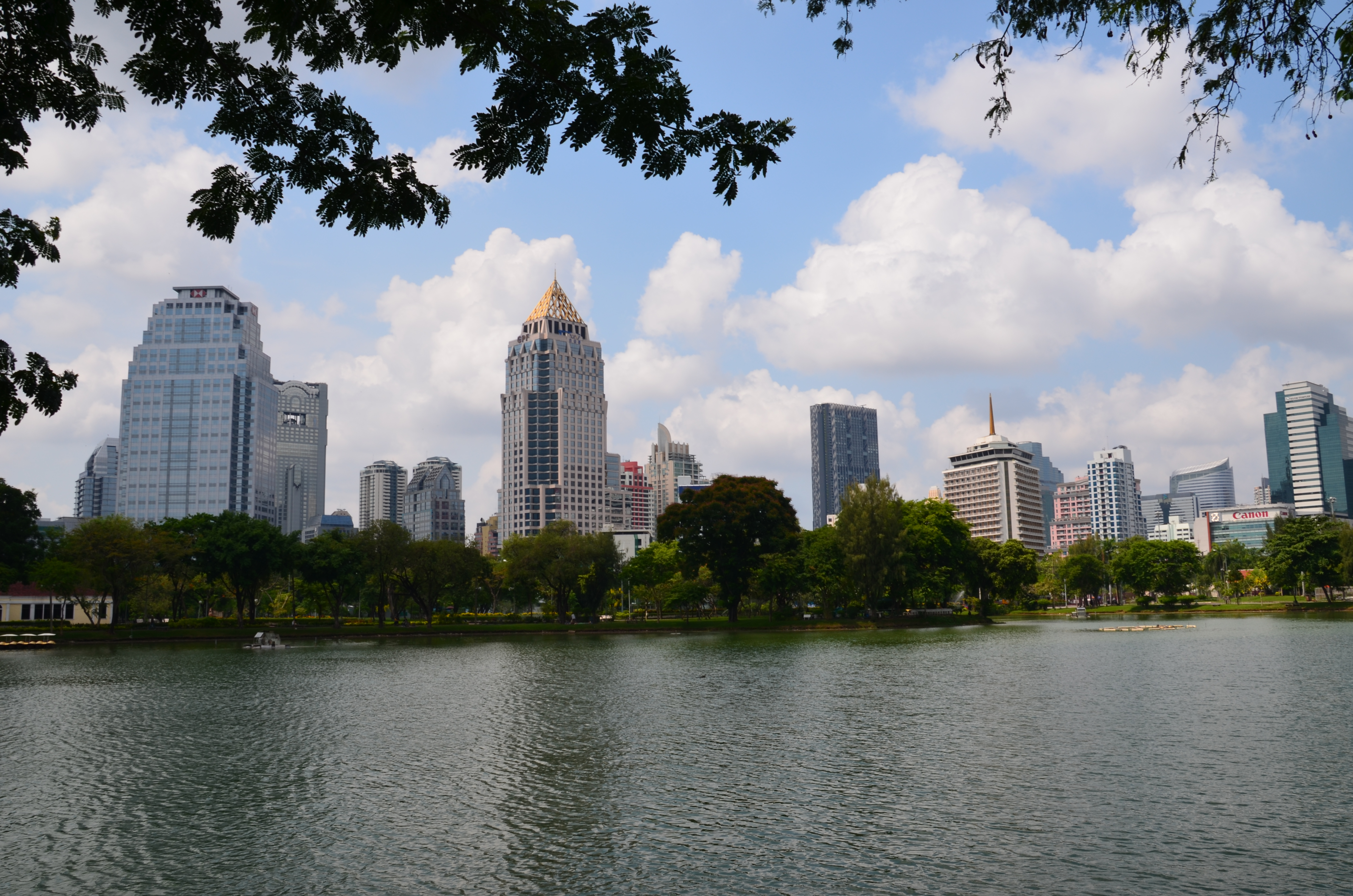
Hồ, công viên Lumphini
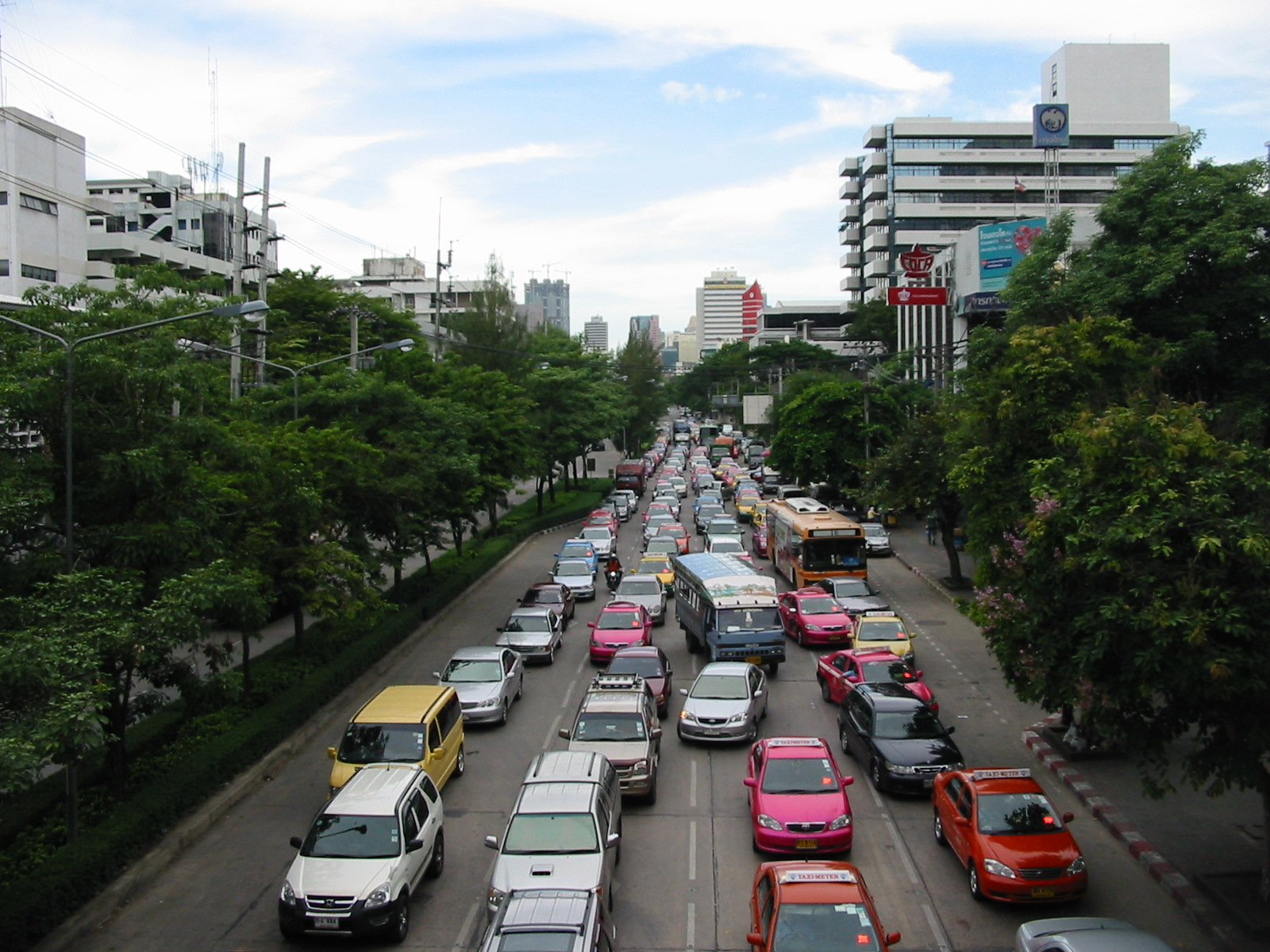
Đường Henri
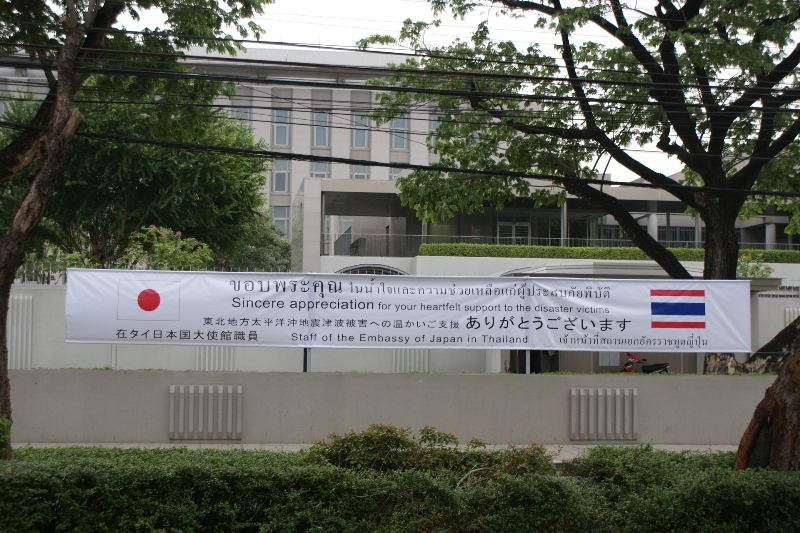
Tổng lãnh sự quán Nhật Bản trên Đường Witthayu ('Wireless Road') gần công viên Lumphini
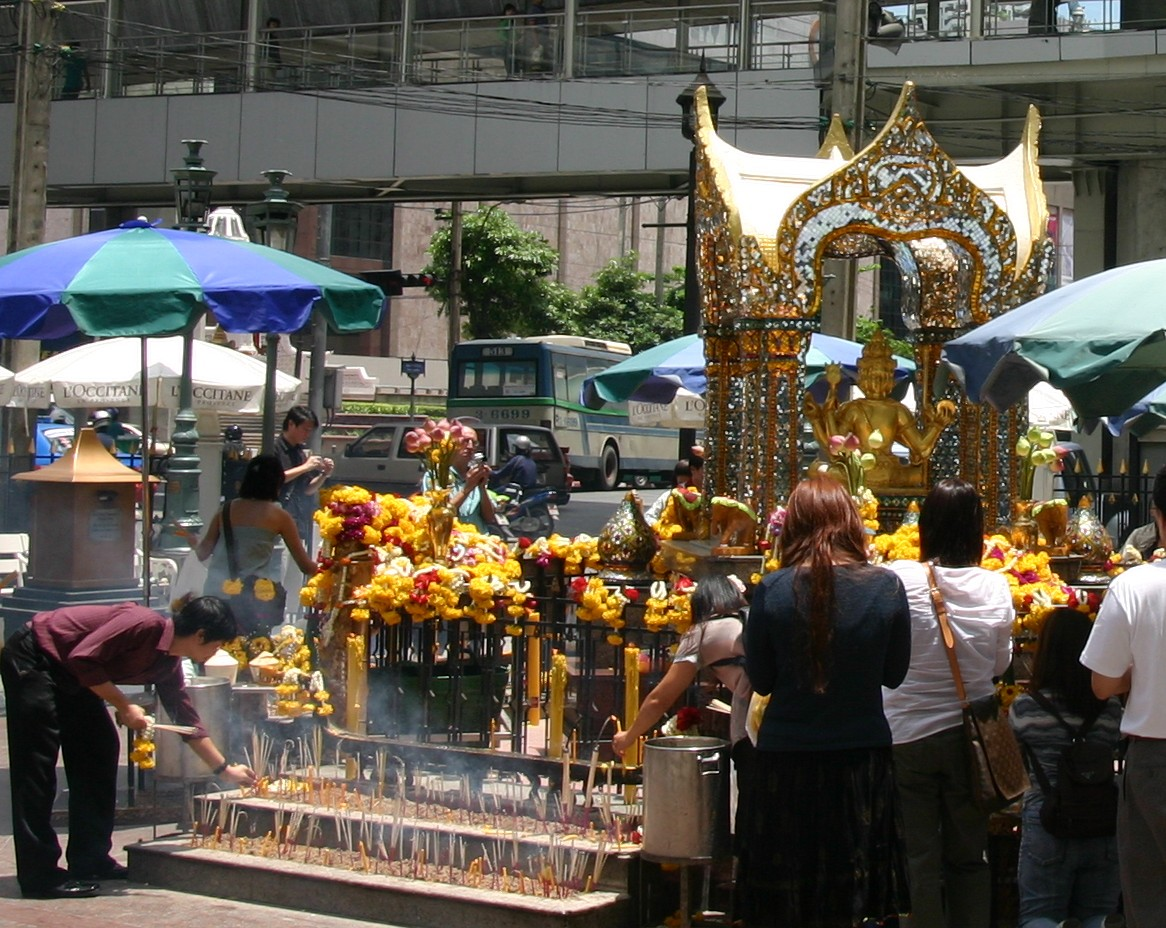
Đền Erawan, giao lộ Ratchaprasong
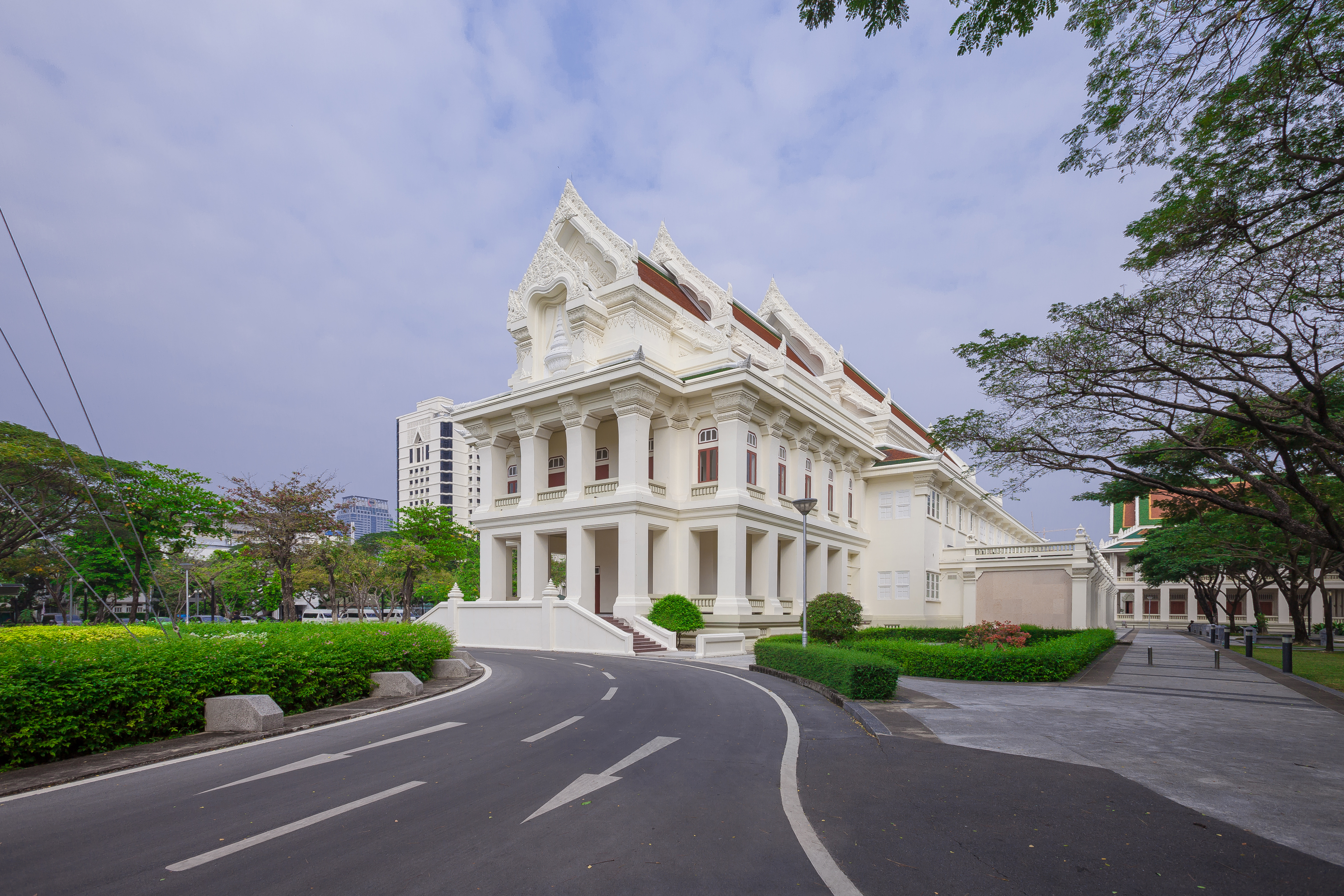
Hội trường, đại học Chulalongkorn
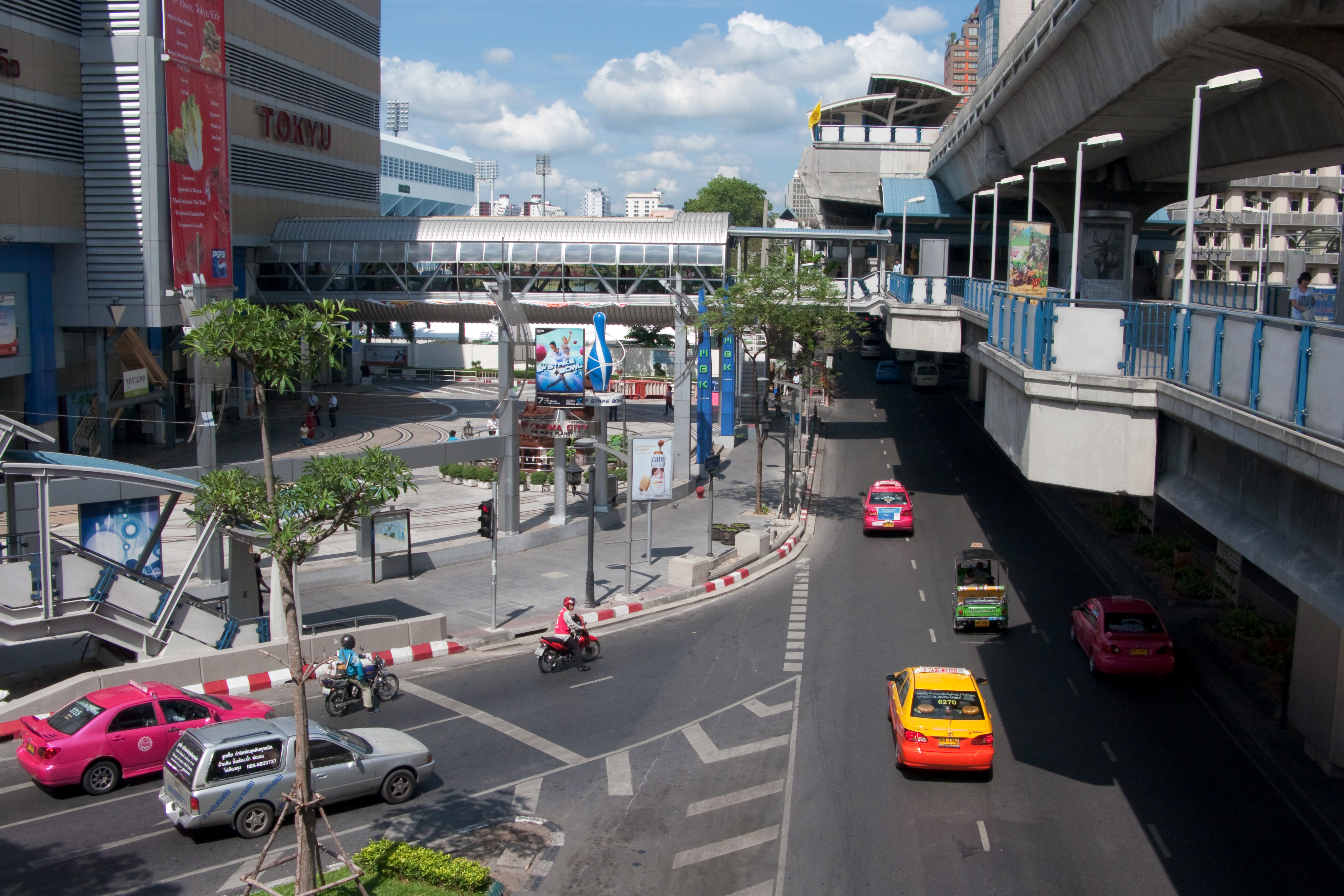
Đường Rama I